# Jean Ier de Mecklembourg
Pour les articles homonymes, voir Jean Ier.
Jean Ier de Mecklembourg, dit Le Théologien (en allemand: Johann Ier von Mecklenburg der Theologe), né en 1211, décédé en 1264. Il fut coprince de Mecklembourg de 1226/1234 à 1264.

## Famille
Fils de Henri II Borwin de Mecklembourg et de Christine de Suède.
Il reçoit Wismar en 1226

### Mariage et descendance
En 1229, Jean Ier de Mecklembourg épousa Luitgarde d’Henneberg († 1267), (fille du comte Poppo VII d’Henneberg)
Sept enfants sont nés de cette union :
- Henri Ier de Mecklembourg, prince de Mecklembourg
- Albert Ier de Mecklembourg († 15/17 mai 1265), coprince de Mecklembourg de 1264 à 1265
- Nicolas III de Mecklembourg (†8/9 juin 1290), Prévôt de Schwerin coprince de Mecklembourg de 1271 à 1283
- Jean II de Mecklembourg († 14 octobre 1299), prince de Mecklembourg de 1275 à 1297, coprince de Mecklembourg de 1287 à 1299, il épousa Richarde d’Arnsberg (fille de Louis comte d'Arnsberg (de))
- Élisabeth de Mecklembourg (morte en 1280), en 1250 elle épousa le comte Gérard Ier de Holstein-Itzehoe).

En 1262, Jean Ier de Mecklembourg signa un traité d’alliance avec la Saxe contre le Danemark.
Il fut inhumé au monastère de Doberan.

## Généalogie
Jean Ier de Mecklembourg appartient à la première branche de la Maison de Mecklembourg.